# Santa Rosa (Santo Domingo)
Santa Rosa è un distretto della Costa Rica facente parte del cantone di Santo Domingo, nella provincia di Heredia.
Santa Rosa comprende 5 rioni (barrios):
- Bajo Pedro León
- Primero de Mayo
- Quisquella
- Rinconada
- Valencia